# 전성호
전성호(全盛鎬, 1896년 9월 10일 ~ 1950년 9월 25일)는 대한민국 반일반공(反日反共) 계파 독립운동가 겸 군인이다.

## 주요 이력
호(號)는 경산(鏡山)이다. 그는 독립운동가 전재일의 장남이며 그의 차남 전해종은 역사학자 겸 대학 교수이다.
함경북도 경성(鏡城)에서 출생한 그는 1916년 만주에서 조직된 철혈광복단(鐵血光復團)에 가입하고 서일(徐一)을 따라 독립운동을 전개하였다. 1919년 3·1독립운동 당시에는 군자금 보충을 위하여 용정(龍井)은행을 습격하기도 했다.
1919년 8월 서일(徐一)이 김좌진(金佐鎭)을 맞아 길림(吉林)에서 북로군정서(北路軍政署)를 조직하자 그는 동 사관연성소를 졸업하였다.
1920년 백두산 서남쪽 무송현(撫松縣)에서 김호(金虎)를 단장으로 하는 흥업단(興業團)이 조직되자, 그는 강승경(姜承卿)과 함께 북로군정서의 파견원으로 이곳 흥업단 연무소(鍊武所)에서 군사훈련 및 작전 등을 지도하였다.
1927년 길림성(吉林省)에서 3부통합 대표회의가 개최되자 그는 동만 교민대표로 김동진(金東鎭)과 함께 참석하였다. 1928년에는 민족유일당 재만책진회가 조직되자 이청천(李靑天)·김좌진(金佐鎭)·황학수(黃學秀)·박창식(朴昌植) 등과 함께 군무위원으로서 독립운동을 계속하였다.
1935년에는 중국 의용군사령관 왕더린(王德林, 왕덕림)과 제휴하고, 지청천(이청천) 부대와 연락하면서 대일 항쟁을 전개하였다. 1945년 광복 후에는 대한민국 육군사관학교 1기로 임관하여 그 후 제1사단 12연대장을 지냈으며, 1950년 9월 25일 육군 대령으로 한국전 참전 중 경상북도 영덕에서 전사하여 1950년 10월 15일을 기하여 육군 준장으로 특진 추서되었다.

## 사후
대한민국 육군 준장 추증되었으며 대한민국 정부에서는 선생의 생전 공훈을 기리고자 1980년 8월 15일을 기하여 대한민국 건국포장을 추서하였고 1990년 3월 1일을 기하여 건국훈장 애국장을 각각 추서하였다.